# Corpus Christi Caller-Times
Corpus Christi Caller-Times est un journal américain fondé en 1883, il est classé comme presse de référence pour Corpus Christi, au Texas.

## Histoire
L'histoire du journal de Corpus Christi remonte presque aussi loin que celle de la ville elle-même. En 1883, le Caller a vu le jour dans un bâtiment en bois situé au 310 North Chaparral, à l'emplacement actuel de Green's Jewelers. Roy Miller a été rédacteur en chef du Caller de 1907 à 1911, lorsque le journal était une entreprise du King Ranch ; il a vendu sa participation en 1929,. Plus tard, il y avait un journal appelé le Times. Les deux étaient situés sur North Chaparral en 1920. À la fin des années 1920, les deux journaux ont été combinés pour devenir le Caller-Times. Le bâtiment actuel a été construit en 1935 au 820 North Lower Broadway et a depuis été rénové et agrandi plusieurs fois. Le dernier agrandissement a été achevé en 1994, lorsqu'une nouvelle presse Offset Goss Metroliner a été installée lors d'une expansion de 10 millions de dollars.
Une autre étape a été franchie en août 1995 avec le lancement de l'édition Internet du Caller-Times. Le site a été re-désigné et renommé caller.com en 1998.
Caller.com a été redessiné et relancé avec une nouvelle plateforme en novembre 2001. Le site est resté principalement le même jusqu'en mai 2007, date à laquelle il a été lancé avec un nouveau design et une nouvelle mise en page.
Le , le journal lui-même, qui était depuis longtemps la propriété de Harte-Hanks Communications, a été repris par le groupe Scripps Howard.
Dans les premiers jours, le journal ne coûtait que quelques cents et, jusqu'après la Seconde Guerre mondiale, il était livré à vélo. En 1939, le Caller-Times employait 100 personnes. Actuellement, près de 100 employés à temps plein et à temps partiel travaillent au Caller-Times.

## Récompenses
Le Caller-Times et Caller.com ont régulièrement été reconnus pour leur qualité. En 2001, le Caller-Times a été nommé meilleur journal quotidien par le Press Club de Dallas dans une compétition régionale regroupant 5 États. Le personnel a également remporté 9 autres "Katies". Le Caller-Times a été choisi meilleur journal dans la catégorie des tirages de 100 000 exemplaires et moins 9 des 13 années où la catégorie a été jugée, et a été finaliste les trois autres années.

## Le journal dans l'actualité
Le Caller-Times a été la première source à rapporter l'accident de chasse du vice-président américain Dick Cheney. L'accident s'est produit en début de soirée du samedi 11 février 2006. Katharine Armstrong, la propriétaire du ranch où s'est produit l'accident, a attendu le lendemain matin pour informer le Caller-Times.